# Miño, A Coruña

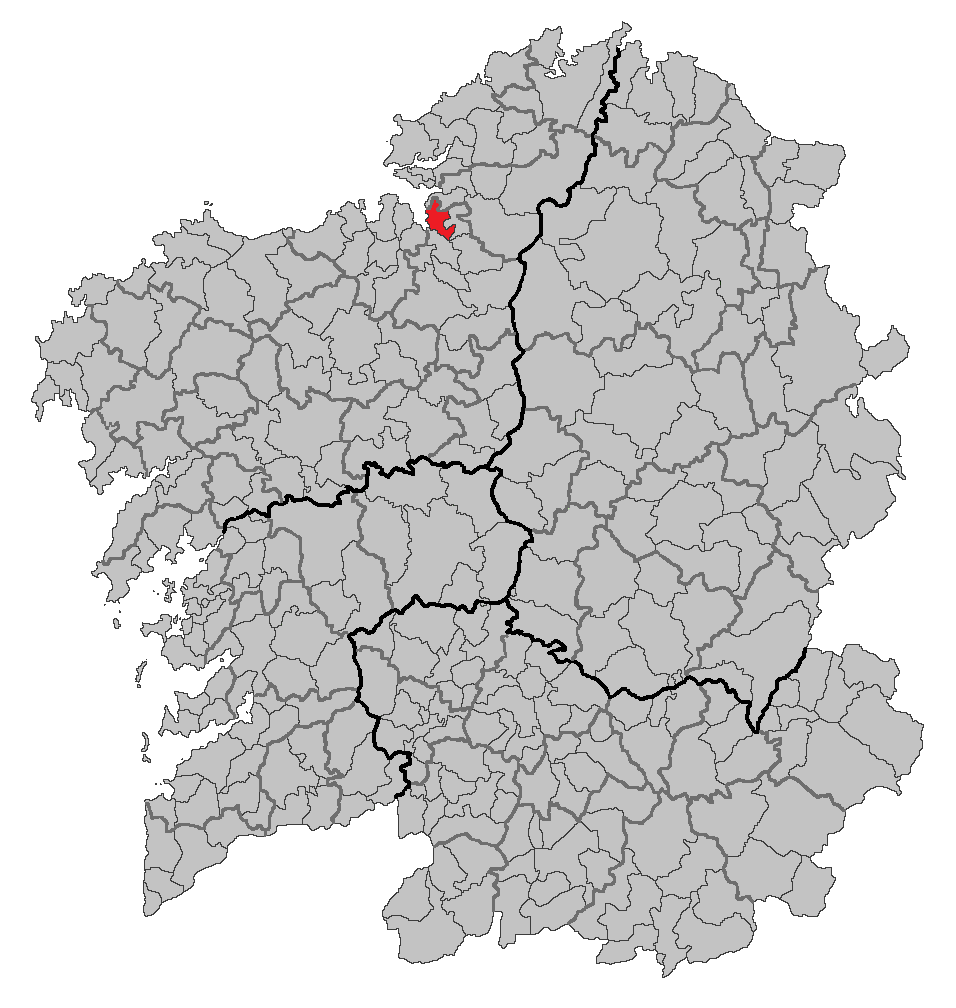
Vị trí của Miño in Galicia.

Miño là một đô thị của Tây Ban Nha ở tỉnh A Coruña trong cộng đồng tự trị của Galicia. Dân số là 4970 (Spanish 2001 Census), diện tích là 33 km².
43°20′51″B 8°12′23″T / 43,3475°B 8,20639°T